# 比丹 (福尔巴克-布莱摩泽尔区)
比丹（法語：Biding，法語發音：[bidɛ̃]；洛林法兰克语：Bidinge）是法国摩泽尔省的一个市镇，属于福尔巴克-布莱摩泽尔区。

## 地理
比丹（49°3'32"N, 6°47'12"E）面积6.72 平方千米，位于法国大東部大區摩泽尔省，该省份为法国东北部内陆省份，是洛林的一部分，西南接默尔特-摩泽尔省，东临下莱茵省，北与卢森堡和德国接壤。
与比丹接壤的市镇（或旧市镇、城区）包括：马什伦、巴尔斯特、卡佩勒、根维莱尔、拉尚布尔、拉南、马克什塔特、瓦勒埃贝尔桑。

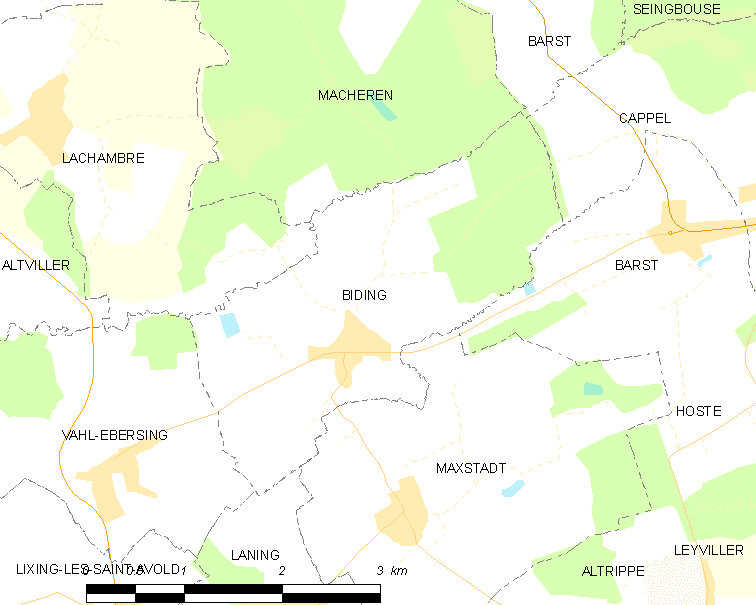
的OSM定位图

比丹的时区为UTC+01:00、UTC+02:00（夏令时）。

## 行政
比丹的邮政编码为57660，INSEE市镇编码为57082。

## 政治
比丹所属的省级选区为萨拉尔布县。

## 人口

1962-2008年间人口变化图示

比丹于2022年1月1日时的人口数量为339人。